# Буч Бухолц
Ърл Хенри Бухолц младши (на английски: Earl Henry Buchholz, Jr.) е американски тенисист. 

## Биография
Ърл Хенри Бухолц младши е роден на 16 септември 1940 г. в Сейнт Луис, Мисури.

## Кариера
Буч Бухолц е класиран от Ланс Тингей като аматьор номер 5 в света през 1960 г. и е класиран четири пъти в топ 10 на САЩ.
Буч Бухолц играе за отбора на САЩ за Купа Дейвис през 1959 и 1960 г. На четвъртфинал на Уимбълдън през 1960 г. Бухолц води на Нийл Фрейзър с 2 на 1 сета и има мачбол в четвъртия сет, но Бухолц започва да изпитва спазми и се оттегля от мача, а Фрейзър печели и титлата. Бухолц достига до полуфинал на Шампионата на САЩ през 1960 г., като губи от Род Лейвър в пет сета.
През 1961 г. Бухолц става професионалист. Той печели професионалния шампионат на Съединените щати през 1962 г., побеждава Панчо Сегура на финала. Бухолц е първоначален член на Lamar Hunt's Handsome Eight, това е група от играчи, които учредяват през 1968 г. новосформираното професионално Световно първенство по тенис.
През 1985 г. Буч Бухолц основава турнира Lipton International Players Championships (сега известен, като Маями Оупън), събитието е водещо, както за мъжете, така и за женити. Едина от трибуните там носи името на Бухолц.
През 2005 г. Буч Бухолц е въведен в Международната зала на славата на тениса в Нюпорт, Роуд Айлънд.

## Кариерна статистика

### Финали (6 титли; 12 финала)
- Списъкът е непълен

|        | П–З | Година | Турнир        | Клас | Настилка   | Опонент      | Резултат           |
| ------ | --- | ------ | ------------- | ---- | ---------- | ------------ | ------------------ |
| Победа |     | 1962   | Ю Ес Про      |      | Твърда (з) | Панчо Сегура | 6–4, 6–3, 6–4      |
| Загуба |     | 1969   | Париж Мастърс |      | Килим (з)  | Том Окер     | 6–8, 2–6, 1–6      |
| Загуба |     | 1969   | Канада Оупън  |      | Твърда     | Клиф Ричи    | 4–6, 7–5, 4–6, 0–6 |